# Stax Records

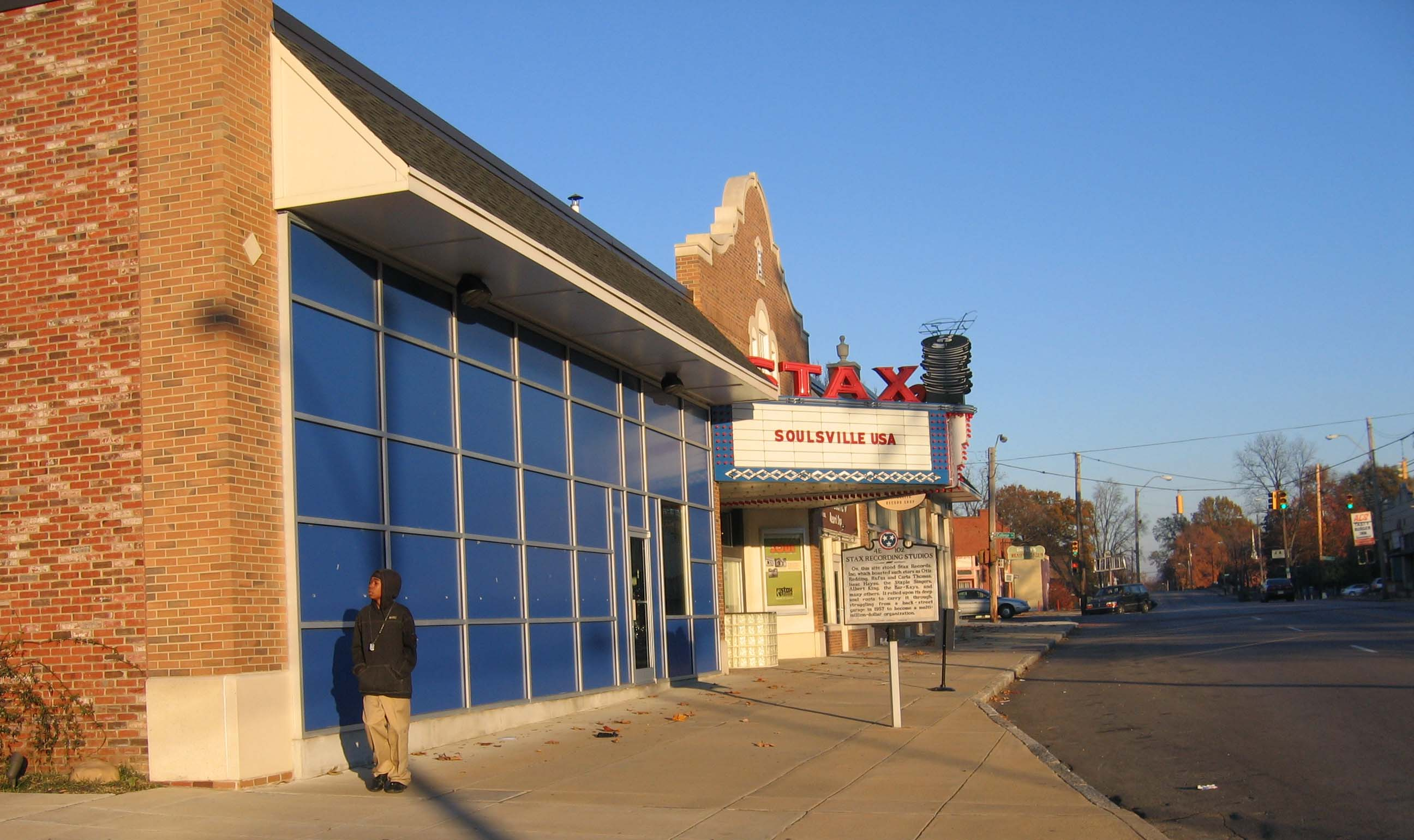
Stax Museum Memphis in 2005

Stax Records is een muzieklabel, opgericht in Memphis (Tennessee), VS in 1957 door Jim Stewart (Middleton (Tennessee), 29 juli 1930 - Memphis (Tennessee), 5 december 2022) en Estelle Stewart (Middleton (Tennessee), 11 september 1918 - Memphis (Tennessee), 24 februari 2004). Zij waren blank. Het label brengt Southern Soul-, Memphis Soul-, gospel-, funk-, jazz- en bluesplaten uit. Het produceert voornamelijk African-American-platen.

## Estelle Stewart
Stewart had altijd al een bijzondere interesse in popmuziek. Ze speelde orgel en was sopraan in het familie-gospelkoor. In 1935 kwam Stewart naar Memphis om voor onderwijzeres te gaan leren. Tijdens haar opleiding kwam zij haar toekomstige man Everett Axton tegen. Een jaar later zou ze terug naar Memphis komen om haar broer les te geven. In 1941 trouwde ze met Axton. Ze bleef tien jaar thuis om voor de twee kinderen te zorgen, voordat ze bij een bank ging werken. In 1961 startte ze de Satellite Record Shop. Tot 1969 bleef Axton bij Stax, om daarna het eigen label Fretone op te richten. Toen ze wegging bij Stax had ze de afspraak met haar broer gemaakt dat ze geen activiteiten in de platenbusiness zou ondernemen en nam haar zoon Charlie (Packy) Fretone over. Fretone had in 1976 een grote hit met het liedje Disco Duck, gemaakt door Memphis DJ Rick Dees.

## Jim Stewart
De ouders van Axton en Stewart (Ollie and Dexter Stewart) hadden een boerderij. Toen Stewart tien jaar was kreeg hij een gitaar van zijn vader en leerde zelf dit instrument te bespelen. Na de Highschool werd hij fiddlespeler in een countrygroep. Deze speelde geregeld op squaredance feestjes die in de buurt werden gegeven. De groep werd beïnvloed door The Western Swing of Bob Willis en Texas Playboys, Pee Wee King, Tex Williams en de honkytonk-muziek van Hank Williams, Moon Mullican en Ernest Tubb. Overdag werkte hij bij een bank. Tussen 1953 en 1956 zat hij in het leger. Daarna kwam Stewart bij de bank terug en kreeg een baan bij the Eagle's Nest op de Lamar Avenue.

## Het begin
Jim Stewart ging in 1957 zijn eerste eigengemaakte plaat aanbieden bij verschillende muzieklabels omdat hij het graag wilde opnemen om het daarna uit te brengen. Niemand wilde de plaat behalve Erwin Ellis (zijn kapper) die eigenaar was van het kleine label Erwin Records. Ellis leende hem het geld om de plaat te produceren, maar nog steeds was niemand geïnteresseerd in zijn nummers. Daarom leerde Ellis de basisregels om een onafhankelijk platenlabel te leiden aan Stewart. Daarna begon Stewart een klein label in 1957 genaamd Satellite Records. De studio was een garage van een oom van zijn vrouw. Het eerste plaatje dat werd uitgebracht in 1958 was een country en western-liedje met de titel Blue Roses, geschreven door Fred Bylar. Byler, Neil Herbert (gitarist) en Stewart werden daarna partners.
Stewart leende van zijn zus geld om een Ampex 350 monaural taperecorder te kunnen kopen. Het label verhuisde naar het voormalige Capitol Theatre in Memphis. Dit gebouw gaf het typische akoestische geluid waar de platen om bekendstonden. In 1958 vroeg Stewart weer Estelle om geld in het platenlabel te investeren. Ze nam een tweede hypotheeklening op haar huis en ze kochten een nieuw pand met nieuw apparatuur. Het gebouw stond in Brunswick, Tennessee.
"The Veltones" was de eerste zwarte groep die een plaat opnam bij Stewart en Axton. Het was uniek en gedurfd voor die tijd dat blanken een samenwerking aangingen met mensen van een ander ras. Het album van "The Veltones" had de titel Fool in Love/Someday en kwam uit in de zomer van 1959. Mercury Records wilde het album nationaal uitbrengen maar het album werd slecht ontvangen. Stewart ontving daarom verder geen geld meer van Mercury Records. In 1960 verhuisde het label terug naar Memphis in het oude Capitol movie theater. Het geld was op en Axton begon een platenwinkel om zo inkomsten voor het label te genereren.

## Eerste hits
Rufus Thomas had eerder een klein hitje gehad bij Sun Records, genaamd Bearcat. Thomas en zijn dochter Carla - die toen zeventien jaar was - namen een duet op met de titel Cause I Love You. Het werd een lokale hit in Memphis. Het liedje werd opgemerkt door Jerry Wexler. Hij was de Vice President van Atlantic Records en bracht het liedje uit. Na Cause I Love You, schreef Carla Thomas een nieuw liedje: Gee Whiz. Het kwam uit bij Satellite, maar Wexler claimde het gelijk voor Atlantic. Gee Whiz kwam in de Billboard van de VS op #5 en was de eerste hit van Stewart en Axton.
Axtons zoon Charlie (bijgenaamd Packy) speelde tenorsaxofoon in een rock-'n-roll band die de naam de Royal Spades droeg. De groep bestond verder uit Steve Cropper (gitaar), Charlie Freeman (gitaar), Terry Johnson (drummer), Don Nix (baritonsaxofoon) en Donald "Duck" Dunn (bassist). Ze veranderden hun naam in the Mar-Keys en namen een instrumentale plaat op met de naam Last Night. De tweede hit voor Stewart en Axton was geboren.

## Stax
Stewart kwam erachter dat er in Californië een ander platenlabel was met de naam Satellite. Om problemen te voorkomen veranderden Stewart en Axton hun naam in Stax: de ST van Stewart en de AX van Axton.
Booker T. Jones was een jonge pianist die in de buurt van de studio Stax woonde. Hij werd lid van the Mar-Keys. Samen met Steve Cropper en Duck Dunn van de Mar-Keys en Al Jackson - die ook lid was geworden - werden ze het geluid van Stax. Ze namen tevens platen op onder de naam Booker T. & the M.G.'s (Stax heeft er altijd  op gewezen dat MG stond voor Memphis Group, echter Chips Moman indertijd geluidstechincus bij Stax en later zelf producer zei dat de MG stond voor zijn Britse sportwagen van het merk MG). Ze kregen snel een enorme hit met Green Onions. Steve Cropper en Booker T. Jones kregen een belangrijke rol binnen Stax. Ze schreven liedjes en produceerden voor Stewart.
In 1962 wilde Johnny Jenkins de ballade These Arms of Mine opnemen in de Studio van Stax. Doordat Jenkins niet in vorm was mocht de chauffeur het laatste halfuur van de zangsessie het nummer inzingen. De chauffeur was de toen 21-jarige Otis Redding. Redding deed dit zo goed dat These Arms of Mine in oktober van dat jaar werd uitgebracht via het label Volt. Volt was een onderdeel van Stax, vooral gericht op rhythm en blues. Het werd een grote hit in 1963. Redding kreeg een contract bij Stax en nam Pain In My Heart op, wat eveneens een grote hit werd.

## Uitbreiding van artiesten
Door het succes bij Stax van Booker T. and the MG's, Carla Thomas, The Mar-Keys en Otis Redding, kwam het duo Sam & Dave en Wilson Pickett bij het label terecht. Dit gebeurde via Atlantic. William Bell, Eddie Floyd, the Mad-Lads, Isaac Hayes en David Porter had Stax zelf gecontracteerd. Al Bell werd gevraagd om de leiding te nemen bij Stax. Bell was een zwarte diskjockey die bekend was in Washington D.C..

## Stax versus Atlantic
Stax verloor zijn belangrijkste artiest Otis Redding door een vliegtuigcrash in 1967. (Sittin' On) The Dock of the Bay, werd postuum zijn grootste hit. Tevens kwam Stewart erachter dat Stax een contract had met Atlantic Records waaruit bleek dat Atlantic de eigenaar was van alle Staxleden die zij gecontracteerd hadden. Stewart verkocht het Atlanticgedeelte van Stax voor miljoenen dollars in mei 1968 aan filmmaatschappij Gulf and Western. Zo was Stewart verlost van het contract met Atlantic.
Ondanks dat Sam & Dave onder contract stonden bij Atlantic en dus nu niet meer bij Stax waren en Redding niet meer leefde, bleef Stax succesvol. Stax had hits met Booker T. and the MG's, Johnnie Taylor en William Bell. Isaac Hayes maakte zijn eerste album met de naam Presenting Isaac Hayes. Het werd geen succes, maar Stax richtte in 1967 een sublabel op met de naam Enterprise. Het tweede album, Hot Buttered Soul van Hayes, werd bij dat label wel een groot succes. Het album was gemaakt met een symfonieorkest en bevatte covers en één zelfgeschreven nummer.
Stewart kwam erachter dat Gulf and Western niet begrepen hoe de platenindustrie werkte en kocht het label weer terug. Dit gebeurde in overleg met Al Bell in 1970. Motown was een nieuw label waar Stewart last van kreeg. Motown was namelijk het nieuwe label dat "zwarte" muziek uitbracht.

## Wattstax
Stax Records had een nieuw plan bedacht en organiseerde Wattstax, ook wel het zwarte Woodstock genoemd. Op 20 augustus 1972 werd het concert gehouden in het Coliseum in Los Angeles. Natuurlijk waren Isaac Hayes, Rufus en Carla Thomas aanwezig. Maar bijvoorbeeld The Staple Singers, Eddie Floyd, The Bar-Kays, Johnnie Taylor, Albert King en The Emotions waren er ook. Dominee Jesse Jackson en de opkomende komiek Richard Pryor hadden tevens beiden een rol tijdens het concert. Richard Pryor was uitgenodigd vanwege zijn humor en om het leven als een zwarte in de Verenigde Staten ter discussie te stellen. Jesse Jackson droeg onder andere zijn bekende gedicht "I Am - Somebody" voor. Er werd een documentaire van het concert gemaakt door Mel Stuart. De film werd uitgebracht door Columbia Pictures in februari 1973.

## Columbia Records
Bell maakte in 1972 een deal met Columbia Records. Dit muzieklabel gaf Stax zes miljoen dollar om uit te breiden. Met datzelfde geld werd Stewart in oktober 1972 uitgekocht door Bell. Hoewel Stewart geen eigenaar meer was van Stax hadden ze de afspraak gemaakt dat Stewart vijf jaar president van het label bleef en dat Bell het label zou blijven runnen. Bell en Clive Davis (president van Colombia Records) hadden een zogenaamde "handshake deal" gemaakt. De deal was dat Colombia Records Stax 100% betaalde voor iedere single en album dat werd uitgebracht. Davis werd echter ontslagen bij Columbia en de deal werd veranderd in een 40%-betaling. In 1974 had Stax een grote hit met Woman to Woman van Shirley Brown waardoor Stax nog even uit de moeilijkheden bleef qua financiën. In 1975 kreeg Stax het serieus moeilijk met betalingen en in 1976 ging Stax failliet.

## De terugkeer van Stax
In de zeventiger jaren begon de disco-periode en Stax produceerde niets meer. In 1977 werden alle mastertapes - die niet van Atlantic waren - verkocht aan Fantasy Records voor $1.3 miljoen, hoewel ze veel meer waard waren. In 1988 bracht Fantasy het album Top of the Stax, Vol. 1 uit. Het was een album met twintig "Greatest Hits" liedjes van verschillende artiesten. In 1991 kwam Vol. 2 uit.
Atlantic bracht in 1991 The Complete Stax/Volt Singles 1959-1968 uit. Het was een box die uit negen cd's bestond, met alle A-kanten van de Stax platen die Atlantic toentertijd had uitgebracht. Daarvoor kreeg Producer Steve Greenberg een Grammy Awardnominatie in de categorie Best Historical Album. Schrijver Rob Bowman kreeg een nominatie in de categorie Best Album Notes. In 2001 werd de box goud. In de jaren 1993 en 1994 bracht Fantasy Volumes 2 en 3 van de Complete Stax/Volt Soul Singles series uit. Op Volume 2 staan de Stax/Volt singles van 1968 tot 1971. Op Volume 3 de singles van 1972 tot 1975. Rob Bowman kreeg voor Volume 3 een "Best Album Notes" Grammy Award. In 2000 bracht Fantasy de box The Stax Story uit. Het bevat materiaal dat voor 1968 was uitgebracht. De arrangementen waren van Atlantic.
Concord Records kocht de Fantasy Label Group in 2004 en ze kondigden in december 2006 aan dat ze via Stax weer muziek gingen uitgeven. Op 13 mei 2007 kwam er een dubbelalbum uit, omdat Stax vijftig jaar bestond. De box bevat 50 liedjes uit de hele geschiedenis van Stax Records.
In hetzelfde jaar tekenden Isaac Hayes, Angie Stone en Soulive een contract bij de nieuwe Stax. De eerste cd die Concord maakte voor Stax was een tributealbum van Earth, Wind and Fire. Verschillende artiesten zongen liedjes van de bekende groep. De titel van de cd was Interpretations: Celebrating The Music of Earth Wind & Fire. Soulive was de eerste artiest bij Stax die met een album vol met nieuwe liedjes kwam. Deze cd kwam op 10 juli 2007 uit. Op 26 februari 2008 werd er een cd uitgebracht met covers van Motown, genaamd Soulsville sings Hitsville. Isaac Hayes is op de cd te horen met het nummer Never Can Say Goodbye eerder gezongen door de Jackson 5. Tevens zingen Mavis Staples, Barbara Lewis, Billy Eckstine, The Mar-Keys, Fredrick Knight, O.B. McClinton, The Bar-Kays en The Soul Children op de cd.

## Atlantic Records (1957–1968)
- Rufus Thomas
- Carla Thomas (Atlantic, daarna Stax)
- The Mar-Keys (Satellite, daarna Stax)
- William Bell
- The Astors
- Booker T. & the M.G.'s
- Eddie Floyd
- Otis Redding (Volt)
- The Mad Lads (Volt)
- Ollie & the Nightingales
- Wilson Pickett (getekend bij Atlantic, platen opgenomen bij Stax)
- Don Covay (getekend bij Atlantic, platen opgenomen bij Stax)
- Sam & Dave (getekend bij Atlantic, "geleend" aan Stax)
- The Charmels
- The Goodees (Hip)
- Mable John
- Albert King
- Johnnie Taylor
- The Bar-Kays (Volt)
- Isaac Hayes (Enterprise)
- Johnny Daye
- Judy Clay
- Arthur Conley (getekend bij Fame/Atco, platen opgenomen bij at Stax)

## Jaren na Atlantic (1968–1975)
- The Soul Children
- Little Milton
- The Emotions (Volt)
- David Porter
- Richard Pryor (Partee)
- The Staple Singers
- The Ross Singers
- The Rance Allen Group
- Kim Weston
- The Dramatics (Volt)
- The Temprees
- Jean Knight
- Mel and Tim
- Moms Mabley (Partee)
- Luther Ingram
- Frederick Knight
- Shirley Brown
- Lena Zavaroni
- Inez Foxx

## Concord jaren (2006-heden)
- Angie Stone
- Soulive
- Emerson, Lake & Palmer
- Lalah Hathaway
- Nikka Costa

## Varia
- Op de plek waar de originele Staxstudio stond staat nu het Staxmuseum.
- Op 18 maart 2002 werd Stewart opgenomen in the Rock and Roll Hall of Fame.
- Lijfspreuk van Axton: "We didn't see colour, we just saw talent".
- In 2007 ontving Axton postuum the Grammy Trustee's Award.
- Op 15 augustus 2008 overleed Jerry Wexler op 91-jarige leeftijd.